# Данильченко Олександр Опанасович
Олекса́ндр Опана́сович Дани́льченко (Данільченко) (нар. 4 травня 1960 — пом. 18 січня 2015) — сержант Збройних Сил України, учасник російсько-української війни.

## Життєпис
Уродженець Донецька, одружився, проживав у селі Ільниця Іршавського району Закарпатської області. У вільний від роботи час підробляв, кладучи плитку в оселях односельців.
На фронт пішов добровольцем 21 серпня 2014-го, солдат-гранатометник, 93-тя окрема механізована бригада.
Загинув 17 січня 2015-го в бою з російськими збройними формуваннями в районі аеропорту Донецька — біля Пісків, від осколкового поранення під час обстрілу з РСЗВ «Град». Тоді ж загинув Владислав Остапенко.
Залишились дружина, четверо дорослих дітей, п'ятеро внуків.
29 січня 2015-го похований у селі Ільниця, проводжали в останню дорогу всім селом.

## Нагороди та вшанування
- Указом Президента України № 37/2016 від 4 лютого 2016 року, «за особисту мужність, самовідданість і високий професіоналізм, виявлені у захисті державного суверенітету та територіальної цілісності України, вірність військовій присязі», нагороджений орденом «За мужність» III ступеня (посмертно)[1].
- Вшановується в меморіальному комплексі «Зала пам'яті», в щоденному ранковому церемоніалі 18 січня[2][3].